# Monte Sanford
El Monte Sanford es un volcán en escudo en el campo volcánico Wrangell, al este de Alaska, cerca del río Copper. Es la sexta montaña más alta de los Estados Unidos y el tercer volcán más alto detrás del Monte Bona y el Monte Blackburn. La cara sur del volcán, a la cabeza del glaciar Sanford, se eleva 2400 m en 1600 m resultando en uno de los gradientes más empinados en América del Norte.

## Geología
El Monte Sanford está compuesto principalmente de andesita, y es un pico antiguo, que es principalmente Pleistoceno, aunque algunas de las partes superiores de la montaña pueden ser Holoceno. La montaña comenzó a desarrollarse hace 900,000 años, cuando comenzó a crecer en la cima de tres volcanes de escudo más pequeños que se habían fusionado. Dos eventos notables en la historia de la montaña incluyen un gran flujo de lava que viajó unos 18 km al noreste del pico, y otro flujo que surgió de una zona de grietas en el flanco del volcán hace unos 320,000 años. El segundo flujo era de naturaleza 
basáltica y marca la actividad más reciente del volcán. El flujo se fechó usando métodos radiométricos.

## Historia

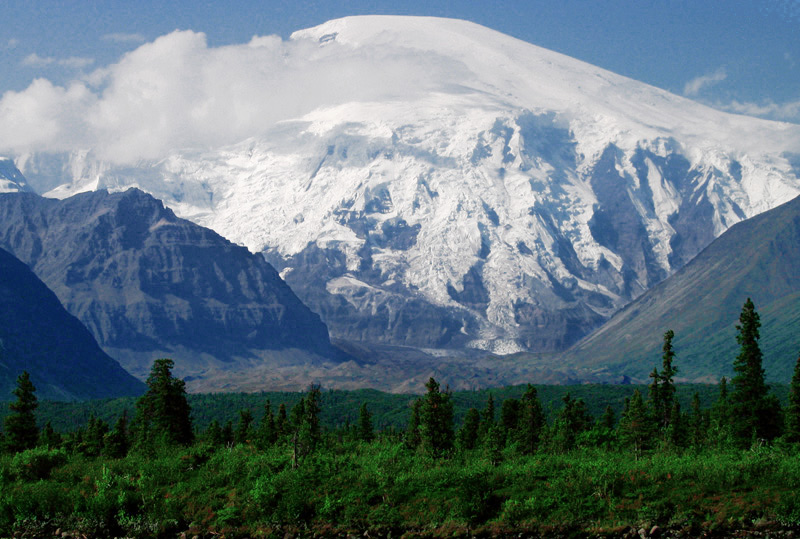
Monte Sanford

La montaña fue nombrada en 1885 por el teniente Henry T. Allen del ejército de EE. UU. Después de la familia Sanford (Allen era un descendiente de Reuben Sanford).
Sanford fue escalado por primera vez el 21 de julio de 1938 por los notables montañeros Terris Moore y Bradford Washburn, a través de la ruta aún estándar de la rampa norte hasta el Sheep Glacier. Esta ruta "ofrece poca dificultad técnica" y "es una caminata glaciar hasta la cumbre", pero sigue siendo un serio desafío para el alpinismo (Alaska Grado 2) debido a la altitud y la latitud del pico. La base de la ruta generalmente se accede por aire, pero aterrizar cerca de la montaña no es sencillo.
El 12 de marzo de 1948, el vuelo 4422 de Northwest Airlines se estrelló contra el Monte Sanford. Todos los 24 pasajeros y 6 miembros de la tripulación fallecieron. Los restos fueron rápidamente cubiertos por la nieve y no se volvieron a encontrar hasta 1999.
El primer ascenso en solitario de Sanford se logró el 19 de septiembre de 1968, por la montañista japonesa Naomi Uemura, quien más tarde murió justo después de hacer la primera ascensión en solitario de invierno de Denali.